# Ampycidae
Famille
Les Ampycidae sont une famille d'opilions laniatores. On connaît plus d'une trentaine d'espèces dans quinze genres.

## Répartition
Les espèces de cette famille se rencontrent en Amérique du Sud et en Amérique centrale.

## Liste des genres
Selon World Catalogue of Opiliones (14 octobre 2024) :
- Ampycella Roewer, 1929
- Ampycus Simon, 1879
- Ceropachylus Mello-Leitão, 1942
- Glysterus Roewer, 1931
- Hernandarioides Pickard-Cambridge, 1905
- Hexabunus Roewer, 1913
- Hutamaia Soares & Soares, 1977
- Licornus Roewer, 1932
- Neopachyloides Roewer, 1913
- Nesopachylus Chamberlin, 1925
- Parahernandria Goodnight & Goodnight, 1947
- Pirunipygus Roewer, 1936
- Sibollus Roewer, 1929
- Thaumatocranaus Roewer, 1932
- Thaumatopachylus Roewer, 1929

## Systématique et taxinomie
Cette famille a été décrite en 2003 par arachnologue brésilien Adriano B. Kury (d) comme une sous-famille des Gonyleptidae. Elle est élevée au rang de famille par Benavides, Pinto-da-Rocha et Giribet en 2021.

## Publication originale
- (en) Adriano B. Kury, « Annotated catalogue of the Laniatores of the New World (Arachnida, Opiliones) », Revista Ibérica de Aracnología, Espagne, vol. 1, no Especial monográfico,‎ 31 mai 2003, p. 1–337 (ISSN 1576-9518, lire en ligne, consulté le 14 octobre 2024).